# Yosuga no sora
Yosuga no sora (ヨスガノソラ?) è una visual novel giapponese di genere eroge sviluppata nel 2008 e pubblicata per Windows prima come demo e in seguito in due edizioni, una First Press Limited Edition uscita il 5 dicembre 2008 e un'edizione regolare uscita il 29 ottobre 2010. Un sequel / fan disk intitolato Haruka na Sora fu pubblicato il 24 ottobre 2009: esso contiene nuovi scenari ed è stato esteso a nuovi personaggi. 
Da essa è stato creato un adattamento manga composto di 2 volumi, il primo pubblicato il 26 agosto 2009 e il secondo il 26 novembre 2010. È stata anche creata una serie televisiva anime basata sul videogioco originale prodotta da Feel, che è stata trasmessa dal 4 ottobre al 20 dicembre 2010, per un totale di 12 episodi.

## Trama
Rimasti improvvisamente orfani a seguito di un terribile incidente automobilistico occorso ai loro genitori, i gemelli Kasugano Haruka e Sora vanno ad abitare nella residenza di campagna dei nonni, sperando in tal modo di riprendersi dal trauma e recuperare la serenità necessaria alle loro vite.
Con prospettive alquanto incerte, il loro futuro si rivela molto traballante: Sora si aggrappa allora quanto più possibile ai ricordi del passato felice, pregando di riuscire a trovare la forza di cui ha necessità impellente per poter continuare a vivere. Spesso nell'adattamento animato la si può vedere mentre sfoglia un album fotografico contenente le foto dei genitori e della famiglia unita; è molto legata ad un coniglietto di stoffa che le è stato regalato dalla madre prima di morire.
Haruka, legato con un filo indistruttibile al destino della sorella, si aggrappa invece ai momenti più belli che gli regala il presente, attingendo in questo modo la serenità e sicurezza di cui sente il bisogno.
Due anime solitarie, ognuna a modo suo, strettamente collegate nel mondo fisico, ma alquanto divergenti spiritualmente e caratterialmente, ancora del tutto ignari delle sfide che le aspettative contrastanti nei loro confronti provenienti dall'esterno, si verranno via via a presentar davanti a loro.

## Personaggi

### Principali
Haruka Kasugano (春日野 悠?, Kasugano Haruka)
Doppiato da: nessuno (visual novel), Hiro Shimono (anime, ragazzo), Megumi Matsumoto (anime, bambino)
Il protagonista della serie. Ha un profilo sottilmente levigato e un aspetto molto delicato, per molti versi è l'immagine riflessa di sua sorella gemella. Di carattere sincero ed affabile, riesce a crearsi durature amicizie con estrema facilità; affronta però il dramma causato dalla perdita dei genitori col cuore appesantito e sofferente, nella consapevolezza che il futuro della sua cara sorellina dipende direttamente da lui. Risultato di tutto ciò è ch'egli si pone di fronte a Sora in maniera apprensiva ed iperprotettiva; entrambi sono molto ben visti in tutto il paese, anche per il ricordo del nonno che era stato in passato il medico della zona. La serie raffigura avventure in cui Haruka s'impegna in relazioni sentimentali e sessuali con la maggior parte dei personaggi femminili, tra cui la sorella.
Sora Kasugano (春日野 穹?, Kasugano Sora)
Doppiata da: Hiroko Taguchi (visual novel, anime)
Co-protagonista, una ragazza tranquilla, fragile e solitaria. Gli è stato sempre negato il tipo di vita indipendente che la maggior parte delle persone considera invece come cosa scontata. Eppure, al di sotto dell'apparenza angelica e da bambolina, la ragazza si trova ad avere una personalità problematica, incline com'è alla pigrizia, alla vita ritirata, dimostrando inoltre carenze piuttosto gravi di socializzazione. In tutta franchezza Sora non si preoccupa minimamente per alcuno e tutta la sua esistenza gira attorno alla realizzazione immediata dei suoi più spontanei desideri: mangiare e navigare su Internet. Il suo fortissimo legame sempre avuto con Haruka, il quale in ogni occasione si trova al suo fianco, viene rafforzato ancor più a seguito della perdita affettiva subita da entrambi. Tutto ciò la conduce sempre più ad avere fantasie incestuose nei suoi confronti; ha una forte rivalità verso Nao, anche se risulta esser implicito che una volta sono state buone ed affiatate amiche. Viene spesso veduta portarsi appresso una bambola dalle sembianze di coniglio, ricevuta questa in regalo dalla madre. A causa della forza dei propri sentimenti amorosi rivolti al fratello, fa di tutto per sedurlo e convincerlo a passar più tempo con lei.
Nao Yorihime (依媛 奈緒?, Yorihime Nao)
Doppiata da: Yuka Inokuchi (visual novel, anime)
Bella, intelligente ed ottima nuotatrice, vicina di casa ed amica d'infanzia di Haruka. Quando i gemelli han dovuto trasferirsi, la loro partenza è stata particolarmente dolorosa e dura da sopportate per Nao, ch'era cresciuta rimanendo sempre in stretto contatto con Haruka, tanto da arrivar a copulare con lui in un'occasione; cosa quest'ultima di cui poi lei si è sempre sentita in colpa. Il suo carattere gentile e fortemente compassionevole fanno sì che lei provi un senso d'amore fraterno nei confronti delle altre persone, anche se solo per Haruka continua ad esserci un sentimento molto più profondo ed intimamente sensuale. Sora prova un grande risentimento verso Nao, in quanto ha paura che le possa definitivamente rubare il fratello.
Akira Amatsume (天女目 瑛?, Amatsume Akira)
Doppiata da: Kayo Sakata (visual novel, anime)
Sorellastra di Kazuha, la sua energica vivacità è sempre molto contagiosa per le persone che le stanno attorno e con la sua personalità innocente riesce a far amicizia con tutti. Spende molto del suo tempo praticando come sacerdotessa in un santuario tradizionale shintoista, occupandosi dell'organizzazione delle feste cerimoniali; dedica infine una buona parte del suo tempo disponibile per aiutare gli anziani del villaggio, rendendola così ulteriormente amata da tutti.
Kazuha Migiwa (渚 一葉?, Migiwa Kazuha)
Doppiata da: Ryōko Ono (visual novel, anime)
Bellissima figlia di un magnate influente, si trova a vivere un'esistenza raffinata che potrebbe ben essere paragonata a quella delle principesse reali. Compita ed educata, ha imparato fin da piccola a comportarsi responsabilmente, così come si addice meglio ad una signorina del suo rango e della sua posizione sociale. Ma nonostante ciò la ragazza non si considera affatto superiore agli altri, non esitando a dare una mano in varie faccende ogni qual volta le viene richiesto. Esperta suonatrice di viola, evita però di partecipare a gare o competizioni musicali, preferendo suonare solo per i suoi cari. Lei stravede per Akira e costantemente (forse anche un po' troppo) si preoccupa per il suo benessere; ciò porta a pettegolezzi e chiacchiere sul fatto che possano anche essere coinvolte sentimentalmente.

### Altri personaggi
Kozue Kuranaga (倉永 梢?, Kuranaga Kozue)
Doppiata da: Yukari Minegishi (visual novel, anime)
Presidentessa del corpo studentesco. Sarà lei a sorprendere i gemelli fare l'amore, ammetterà infine di aver avuto una sbandata per Haruka: mentre tutti accetteranno il rapporto incestuoso, lei sarà l'unica a non esser d'accordo in quanto la considera una cosa intrinsecamente sbagliata.
Motoka Nogisaka (乃木坂 初佳?, Nogisaka Motoka)
Doppiata da: Tae Okajima (visual novel, anime)
Studentessa universitaria sempre bisognosa di soldi, lavora come cameriera in casa Migiwa. Anche se non è certamente molto brava ad occuparsi della faccende domestiche, la sua personalità calda e compassionevole riesce ad accattivarsi le simpatie dei datori di lavoro e quindi a compensare le carenze professionali. Migliore amica di Yahiro, notoria bevitrice, alla fine s'innamora di Haruka nonostante il fatto che questi sia più giovane di lei.
Yahiro Ifukube (伊福部 やひろ?, Ifukube Yahiro)
Doppiata da: Ryōko Tanaka (visual novel, anime)
Miglior amica di Motoka e titolare di un negozio di dolciumi di proprietà familiare, anche se poi preferisce spendere il suo tempo a dormire e bere. In realtà con i suoi manierismi caratteriali sardonici e rissosi cerca di nascondere la sua più autentica personalità: una donna il cui passato è costellato di cocci che rappresentano i suoi sogni infranti, le promesse e le relazioni perdute e dimenticate.
Ryōhei Nakazato (中里 亮平?, Nakazato Ryōhei)
Doppiato da: Takurou Nakakuni (visual novel, anime)
Nonostante i suoi alquanto gravi difetti ed il suo comportamento bizzarro, è il tipo di persona su cui si può sempre contare, a dispetto del fatto d'essere un "idiota congenito", come lui stesso si definisce. Spensierato e spontaneo è molto sensibile al fascino femminile. Ha però un istinto innato nel cogliere ed identificar rapidamente la radice d'un qualsiasi problema ed è quindi in grado d'offrir sempre profondi e buoni consigli, cosa per cui è molto apprezzato. Amico d'infanzia di Nao, nell'anime tenta continuamente di flirtare con Sora.

## Media

### Visual novel
Yosuga no sora (o anche con il titolo completo Yosuga no sora - In solitude, where we are least alone.) è stata sviluppata e pubblicata da Sphere. Le illustrazioni sono a cura di Takashi Hashimoto e Hiro Suzuhira, la sceneggiatura è a cura di Yukiji Tachikaze e Seiri Asakura, mentre le musiche sono state composte da Manack. Il gioco fu inizialmente pubblicato in versione di prova il 31 ottobre 2008, per poi uscire con una prima edizione limitata per Windows il 5 dicembre 2008. Un sequel/fan disk intitolato Haruka na sora fu pubblicato in seguito il 24 ottobre 2009 e contiene gli scenari completi di Kozue e Yahiro, un'espansione alla storia di Sora dal gioco originale e altro materiale bonus in più.

### Manga
Yosuga no sora fu adattato in un manga con lo stesso titolo, serializzato dal numero di maggio della rivista Comp Ace di Kadokawa Shoten.

### Anime
Yosuga no sora fu adattato anche in una serie televisiva animata composta da dodici episodi, ognuno dei quali della durata di 22 minuti, con l'aggiunta di speciali omake di tre minuti. Vengono qui raccontate in modo indipendente le storie Kazuha, Akira, Nao e Sora, pur condividendo alcuni episodi; gli omake si concentrano invece sulla storia di Motoka. La serie è stata prodotta da Feel e trasmessa su AT-X in edizione integrale dal 4 ottobre al 20 dicembre 2010. La trasmissione è avvenuta anche su Tokyo MX dal 7 ottobre 2010 e su BS11 Digital dall'8 ottobre 2010.
Il primo volume dell'edizione home video fu pubblicato da King Records nei formati DVD e Blu-ray Disc il 22 dicembre 2010, mentre il quarto ed ultimo volume fu pubblicato il 26 marzo 2011, con una speciale edizione limitata Blu-ray Disc, con inclusa un peluche con cinghia di Sora Kasugano.

#### Episodi
| Nº | Titolo italiano (traduzione letterale) Giapponese 「Kanji」 - Rōmaji           | In onda          | In onda |
| Nº | Titolo italiano (traduzione letterale) Giapponese 「Kanji」 - Rōmaji           | Giapponese       |         |
| 1  | Ricordi distanti 「ハルカラキミト」 - Harukana kioku                           | 4 ottobre 2010   |         |
| 2  | Akira imbarazzata 「アキラハズカシ」 - Akira hazukashi                         | 11 ottobre 2010  |         |
| 3  | Indecisione 「ツカズハナレズ」 - Tsukazu hanarezu                              | 18 ottobre 2010  |         |
| 4  | Il cuore di Haruka 「ハルカズハート」 - Harukazu haato                         | 25 ottobre 2010  |         |
| 5  | Oscurità rivelata 「ヤミアキラカニ」 - Yami akiraka ni                         | 1º novembre 2010 |         |
| 6  | Non mi arrenderò 「アキラメナイヨ」 - Akiramenai yo                            | 8 novembre 2010  |         |
| 7  | Fanciulle peccatrici 「ツミナオトメラ」 - Tsumi na otomera                     | 15 novembre 2010 |         |
| 8  | Cielo oscurato 「ナオクラキソラ」 - Nao kuraki sora                            | 22 novembre 2010 |         |
| 9  | Sentimenti distanti 「ハルカナオモイ」 - Haruka naomoi                         | 29 novembre 2010 |         |
| 10 | Come per il falso grido di un uccellino 「トリノソラネハ」 - Torino sora ne ha | 6 dicembre 2010  |         |
| 11 | La coppia incerta 「ソラメクフタリ」 - Sorameku futari                         | 13 dicembre 2010 |         |
| 12 | Al cielo lontano 「ハルカナソラヘ」 - Harukana sora e                          | 20 dicembre 2010 |         |

#### Colonna sonora
Sigla di apertura
- Hiyoku no Hane (比翼の羽根?) di eufonius (episodi 1-11)

Sigle di chiusura
- Tsunagu Kizuna (ツナグキズナ?) di Team Nekokan feat. Junca Amaoto [utilizzata come ending dell'episodio] (episodi 1-12)
- Pinky Jones (ピンキージョーンズ?) delle Momoiro Clover [utilizzata come ending degli omake di tre minuti] (episodi 1-12)

La sigla di apertura Hiyoku no Hane è stata pubblicata come singolo da King Records il 27 ottobre 2010. La sigla di chiusura dell'episodio Tsunagu Kizuna è stata pubblicata come singolo sempre da King Records e sempre il 27 ottobre 2010. La sigla di chiusura degli omake Pinky Jones è stata pubblicata come singolo da King Records il 10 novembre 2010 in edizione regolare e in tre diverse edizioni limitate, ciascuna con una cover diversa.

### Drama CD
La pubblicazione del gioco Yosuga no sora fu accompagnata dall'uscita di alcuni drama CD, resi disponibili a coloro che hanno effettuato il pre-ordine del gioco presso determinati rivenditori giapponesi.